# Carea pallidior
Carea pallidior är en fjärilsart som beskrevs av Louis Beethoven Prout 1926. Carea pallidior ingår i släktet Carea och familjen trågspinnare. Inga underarter finns listade i Catalogue of Life.